# Syudou
syudou（シュドウ、1995年9月27日 - ）は、日本のシンガーソングライター、音楽プロデューサー、ボカロP。山梨県生まれ、栃木県育ち。
2021年現在はVOCALOID楽曲、本人歌唱楽曲の発表やセルフカバー、ラジオ動画の投稿を多数行っている。代表曲に「うっせぇわ」「ビターチョコデコレーション」「コールボーイ」「キュートなカノジョ」「爆笑」「インザバックルーム」など。

## 来歴・活動
家族の影響で音楽を聴き始め、2012年からインターネット上でドラムの「演奏してみた」の動画投稿等の活動をはじめ、2012年後期にはボカロPとして活動を始めた。syudouが音楽活動を始めた2012年の動画は削除されており、現存する最古の楽曲はYouTubeでは2013年投稿の「ふなっしーの歌」 である。このせいか、ファンからは「ふなっしーの男」などと呼ばれる。ニコニコ動画では2015年投稿の「ガラクタ通り四番地」 である。2012年以前はニコニコ動画にてMAD動画を投稿していた。2016年頃には他者の楽曲のカバーなどを行っていた時期もあった。就職後も活動はそのまま続け、2018年1月に投稿した楽曲「邪魔」がヒットし、同年、syudou自身初となる楽曲提供をアイドルグループのじゅじゅに行った。その後も多くのヒット作を発表し、2019年には、syudou初のアルバム『最悪』を発売した。その後、2020年1月、会社を辞めて音楽家に転身した。2021年1月からsyudou個人の企画であるラジオ動画「syudouの孤独なラジオ」を投稿、更新している。
2019年に投稿した楽曲「ビターチョコデコレーション」がヒットしてからは作詞、作曲者として楽曲提供を積極的に行うようになり、2020年10月に歌い手であるAdoに楽曲「うっせぇわ」を提供し、大きな反響を生んだ。2021年になるとAdoだけでなく、作詞・作曲者であるsyudou自身も注目されることとなり、メディアで取り上げられることが多くなる。
2021年3月30日にsyudou初のオリジナル歌唱曲「へべれけジャンキー」が発表されたが、syudouは自身のブログで「ボカロ活動を辞める気もさらさらありませんし、活動内容が大きく変わることもない」としている。実際、ニコニコ動画では現在もボカロも投稿している。
2022年2月25日、syudou初となるライブ公演「狼煙」のティーザー動画がYouTubeにて公開された。その後の同年4月29日に、ライブ名と同名の楽曲である「狼煙」が発表された。その後の5月3日にオンラインライブという形でPIA LIVE STREAMで配信がされた。ライブ配信終了後まもなく、3ヶ月後となる8月8日にsyudou初となる有観客でのライブ公演「加速」を中野サンプラザで行うと告知がなされた。初ライブを中野サンプラザにした理由は、syudouは生まれは山梨県、育ちは栃木県で、故郷といえる場所が2箇所あり、両県を行き来する途中、新宿経由で中野駅をよく通過しており、その際に車両の窓から見えるのが中野サンプラザであったことや、学生時代にライブイベントでよく足を運んでいた会場であり、思い入れが深かったこと、また、中野サンプラザが2023年7月2日をもって閉館することが決まり、閉館の前に思い入れのある中野サンプラザでライブをしてみたかったからだと語っている。

## 人物
楽器等について学び始めたのは、中学校で吹奏楽部に入部したことがきっかけ。その後、ドラムの「演奏してみた」を動画サイトで公開するようになる。高校生時代にバンドを結成するもうまくいかず解散。その頃にDTMを開始した。作曲家を目指すようになったのは大学に入学したあたりから。パソコンやDAWを購入し、レコード会社にデモテープを送りながらボカロPとしての活動を本格的に始めるも当時は全く上手くいかず、そのまま就職する。しかし、就職後も並行してボカロPとしての活動を続けていたところ、2019年に投稿した「ビターチョコデコレーション」が注目される。2020年、音楽関係だけで生活できるようになったことから務めていた会社を退社。
ハチ（米津玄師）の大ファンであり、アルバムの解説配信でもそのことを語っている。またスマホゲーム「プロジェクトセカイ カラフルステージ! feat. 初音ミク」への提供曲「ジャックポットサッドガール」はハチの「砂の惑星」へのアンサーソングである。
お笑い好きであることを公言しており、芸人の粗品がsyudouの提供曲である「うっせぇわ」の替え歌カバーを公開し、そのときsyudouがそのことを取り上げ、両者はネット上で交流し、粗品がsyudouを指名する形で二人の対談インタビューが行われ、2021年3月31日に公開された。
楽曲の「爆笑」はある芸人のお笑い人生を描いたものとsyudou自身が発表しており、芸人のマヂカルラブリーはこの楽曲は自分達のお笑いの人生を描いているのではないかということを楽曲発表後のラジオで話し、そのうえ、当楽曲の元になっている芸人はマヂカルラブリーではないかと考察がなされていたため、ネットを中心に当時、話題となった。約1年後となる2022年4月11日に公開された、syudouとマヂカルラブリーの野田クリスタルとの対談で、syudouは本楽曲をマヂカルラブリーを題材とした曲だと宣言した。

## ディスコグラフィ
特記がない限り、レーベルはsyudou商店。

### 配信限定シングル
| 配信           | タイトル                             |
| -------------- | ------------------------------------ |
| 2021年3月31日  | へべれけジャンキー                   |
| 2021年5月28日  | 爆笑                                 |
| 2021年7月7日   | ギャンブル                           |
| 2021年10月20日 | 取扱注意                             |
| 2022年2月25日  | たりねぇ                             |
| 2022年4月29日  | 狼煙                                 |
| 2022年7月29日  | いらないよ                           |
| 2022年9月28日  | アンチテーゼ貴様 -改-                |
| 2022年11月9日  | インザバックルーム                   |
| 2023年1月10日  | 笑うな！                             |
| 2023年2月22日  | クロックワークス / syudou × まふまふ |
| 2023年3月30日  | ギンギラギン                         |
| 2023年5月31日  | アタシ                               |
| 2023年11月17日 | やっちゃったわ                       |
| 2024年2月21日  | 命綱                                 |
| 2024年4月2日   | 共闘 feat.RYOKI from BE:FIRST        |
| 2024年4月15日  | リヴァーサル                         |
| 2024年7月3日   | ラブトリップサマー                   |
| 2024年9月4日   | あいきるゆぅ                         |
| 2024年10月4日  | ワークアウト                         |
| 2025年3月19日  | 罪と密 feat. Mori Calliope           |
| 2025年5月9日   | マイマイノリティ                     |

### アルバム

#### オリジナル
| ＃  | 発売          | タイトル | 収録楽曲 |
| --- | ------------- | -------- | --- |
| 1st | 2023年6月28日 | 露骨     | 全14曲 1. 狼煙 2. 爆笑 3. アタシ 4. へべれけジャンキー 5. アンチテーゼ貴様 -改- 6. いらないよ 7. 恥さらし 8. ギンギラギン 9. たりねぇ 10. ギャンブル 11. 笑うな! 12. インザバックルーム 13. 取扱注意 14. 結局 |

#### セルフカバー
| ＃       | 発売          | タイトル     | 収録楽曲                                                                                        |
| -------- | ------------- | ------------ | ----------------------------------------------------------------------------------------------- |
| 1st mini | 2020年4月21日 | 其の場凌ぎEP | 全6曲 1. コールボーイ 2. ビターチョコデコレーション 3. 孤独の宗教 4. フラミンゴ 5. 灯火 6. 笑え |

### ボーカロイド

#### 配信限定シングル
| 配信          | タイトル                             | アルバム         |
| ------------- | ------------------------------------ | ---------------- |
| 2021年7月16日 | キュートなカノジョ                   | 愛憎             |
| 2021年9月3日  | カレシのジュード                     | 愛憎             |
| 2022年6月4日  | デイバイデイズ                       | 愛憎             |
| 2023年8月9日  | やっちゃったわね                     | 『龍宮城』、愛憎 |
| 2024年1月28日 | 俺ゴーストタイプ                     | 愛憎             |
| 2024年9月20日 | アメイジングハッピーハロウィンナイト | 愛憎             |

#### オリジナルアルバム
| ＃  | 発売           | タイトル | 収録楽曲 |
| --- | -------------- | -------- | --- |
| 1st | 2019年4月28日  | 最悪     | 全13曲 1. アイソトープ 2. 邪魔 3. 馬鹿 4. コールボーイ 5. ビターチョコデコレーション 6. ねこと文鳥 7. フラミンゴ 8. キャラバン 9. 魔王 10. 灯火 11. 死生活 12. 今日 13. アンチテーゼ貴様                                                                                  |
| 2nd | 2020年11月25日 | 必死     | 全13曲 1. アカシア 2. 悪い人 3. 孤独の宗教 4. ボニータ 5. キモい 6. ワードワードワード 7. ゆらゆら 8. いい国夢気分 9. ジャックポットサッドガール 10. 着火 11. 邪魔 12. 馬鹿 13. 必死                                                                                      |
| 3rd | 2025年2月28日  | 愛憎     | 全13曲 1. 舌打ち 2. やっちゃったわね 3. キュートなカノジョ 4. カレシのジュード 5. デイバイデイズ 6. 孤独毒毒 7. 俺ゴーストタイプ 8. アメイジングハッピーハロウィンナイト 9. へべれけジャンキー (初音ミクver.) 10. 爆笑 (初音ミクver.) 11. キュートなカノジョ (self cover) |

### 楽曲提供
| 配信           | タイトル                   | アーティスト           |
| -------------- | -------------------------- | ---------------------- |
| 2018年10月2日  | Melian                     | じゅじゅ               |
| 2020年2月3日   | 孤独の宗教                 | ゆきむら。             |
| 2020年5月13日  | 蜜ノ味                     | Rain Drops             |
| 2020年6月29日  | 真夜中コンツェルト         | VALIS                  |
| 2020年7月15日  | 着火                       | いゔどっと             |
| 2020年10月14日 | 悪夢のララバイ             | 宮下遊                 |
| 2020年10月23日 | うっせぇわ                 | Ado                    |
| 2020年11月11日 | 悪い人                     | ななもり。             |
| 2020年12月25日 | バットオンリーユー         | 超学生                 |
| 2021年1月15日  | アサルトラブ               | さとみ                 |
| 2021年4月17日  | 最深                       | ACCAMER                |
| 2021年7月7日   | 荒波                       | となりの坂田。         |
| 2021年8月4日   | ジャックポットサッドガール | 25時、ナイトコードで。 |
| 2021年9月12日  | 原罪                       | じゅじゅ               |
| 2021年9月17日  | 自己採点                   | そらる                 |
| 2022年1月28日  | 前進宣言                   | ROF-MAO                |
| 2022年3月9日   | 努力賞                     | ジャニーズWEST         |
| 2022年7月1日   | SHOWレース                 | Nexus-Cry              |
| 2022年8月7日   | はこね DANCING TRIBE       | はこね男子             |

## タイアップ
| 曲名                          | タイアップ                                                                   |
| ----------------------------- | ---------------------------------------------------------------------------- |
| ギャンブル                    | テレビアニメ『月が導く異世界道中』第1期オープニングテーマ                    |
| インザバックルーム            | テレビアニメ『チェンソーマン』第5話エンディングテーマ                        |
| 笑うな！                      | テレビアニメ『クールドジ男子』第2クールオープニングテーマ                    |
| クロックワークス              | ゲーム『BLUE REFLECTION SUN/燦』タイアップソング                             |
| アタシ                        | イベント『トーキョーディスカバリーシティ！冒険の旅に出かけよう』テーマソング |
| 共闘 feat.RYOKI from BE:FIRST | 2024年『TBS系列野球中継』テーマソング                                        |
| リヴァーサル                  | テレビアニメ『月が導く異世界道中』第2期オープニングテーマ                    |
| あいきるゆぅ                  | テレビドラマ『ベイビーわるきゅーれ エブリデイ!』オープニングテーマ           |
| ワークアウト                  | テレビアニメ『株式会社マジルミエ』エンディングテーマ                         |
| 神頼み                        | テレビアニメ『出禁のモグラ』オープニングテーマ                               |

## ライブ
| タイトル                           | 日付                   | 会場 |
| ---------------------------------- | ---------------------- | --- |
| syudou Online Live 2022「狼煙」    | 2022年5月3日           | PIA LIVE STREAM |
| syudou Live 2022「加速」           | 2022年8月8日           | 中野サンプラザ |
| syudou Live 2023「我武者羅」       | 2023年4月8日           | 幕張イベントホール |
| syudou Live Tour 2023 「露骨」     | 2023年8月24日～8月31日 | - 8/24 Zepp Namba - 8/25 DIAMOND HALL - 8/31 Zepp Divercity                                                                                                |
| syudou Live 2024「新春決起集会」   | 2024年2月24日          | LINE CUBE SHIBUYA |
| syudou Live Tour 2024 「溺愛」     | 2024年6月23日～7月7日  | - 6/23 オリックス劇場 - 6/29 岡谷鋼機名古屋公会堂 - 7/7 TOKYO DOME CITY HALL                                                                               |
| syudou Live 2024「激愛」           | 2024年11月23日         | パシフィコ横浜 国立大ホール |
| syudou Live 2025「美学」           | 2025年5月31日          | 日本武道館 |
| syudou Live Tour 2025 「運否天賦」 | 2025年9月23日～11月8日 | - 9/23 福岡国際会議場 メインホール - 9/28 東京国際フォーラム ホールA - 10/12 大阪オリックス劇場 - 10/25 札幌市教育文化会館 大ホール - 11/8 COMTEC PORTBASE |